# Ernesto Talvi

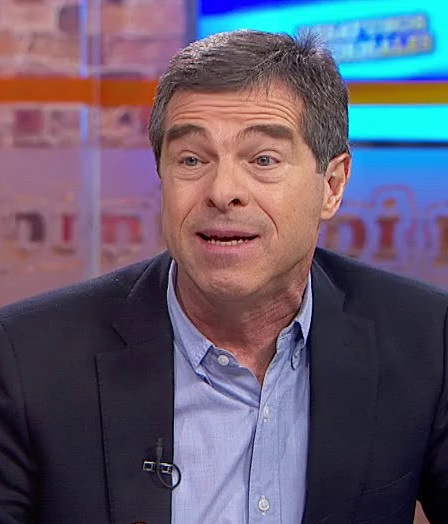
Ernesto Talvi, 2019

Ernesto Talvi (* 10. Juni 1957 in Montevideo) ist ein uruguayischer Ökonom und war Mitglied der Colorado-Partei.
Talvi kandidierte in den Vorwahlen vom 30. Juni 2019 und wurde als Einzelkandidat für die Präsidentschaftswahlen gewählt. Nach Meinungsumfragen vom August hat er Chancen, die regierende Frente Amplio zu besiegen.